# Sezona Velikih nagrad 1939
Sezona Velikih nagrad 1939 je bila sedma in zadnja sezona Evropskega avtomobilističnega prvenstva.

## Poročilo
Svetovna politična situacija je močno vplivala na dirkaški svet v sezoni 1939. Že zgodaj v sezoni je Benito Mussolini prepovedal nastop italijanskih dirkačev na francoskih dirkah zaradi francoskega sodelovanja v španski državljanski vojni in ostalih sporov med državama. Vse italijanske dirke so potekale pod pravili Voiturette za dirkalnike z delovno prostornino motorjev do 1,5 litra. Dejstvo, da je Mercedes-Benz predstavil svoj dirkalnik za dirke Voiturette, W165, izdeloval pa je tudi Auto Union, nakazuje, da bi v začetku štiridesetih let 1,5 litrski dirkalniki prevzeli razred Grand Prix, če ne bi dirkanja prekinila Druga svetovna vojna. Zaradi vojne nista bili izpeljani uveljavljeni dirki za Veliko nagrado Italije in Veliko nagrado Doningtona, načrtovana pa je bila tudi prva dirka za Veliko nagrado Züricha na dirkališču Schwamendingen. Odpovedani sta bili tudi dirki za Veliko nagrado Dunaja in Veliko nagrado Bangkoka. 
Mercedes-Benz je bil še vedno v prednosti v primerjavi z ostalimi moštvi, njegov glavni izzivalec je ostal Auto Union, med tem, ko sta se italijanski moštvi Alfa Romeo in Maserati osredotočili na dirke razreda Voiturette. Ob prekinitvi sezone je nemška avtomobilistična zveza za evropskega prvaka razglasila Hermanna Langa, čeprav je bil na lestvici prvenstvenih dirk na prvem mestu Hermann Paul Müller, ki je neuradni evropski prvak. Sezono je zaznamovala tudi smrtna nesreča najboljšega britanskega dirkača tistega obdobja, Richarda Seamana, na dirki za Veliko nagrado Belgije.

### RazredGrand Prix
Mercedes-Benz
Moštvo je nastopalo še vedno z dirkalnikom Mercedes-Benz W154, ki je imel novo boj aerodinamično šasijo in prerazporejen rezervoar za gorivo, zaradi česar je bil sto kilogramov lažji. Največja pridobitev pa je bil nov dvostopenjski superkompresor v motorju, ki je imel zato 30 KM več. Za boljše hlajenje zavor je moštvo razvilo nove zavorne bobne z integriranim hlajenjem. Nov motor M163 je bil razvit pozno v sezoni. Glavna dirkaška zasedba se ni spremenila, sestavljali so jo Rudolf Caracciola, Manfred von Brauchitsch, Hermann Lang in Richard Seaman, Hans Hartmann in Heinz Brendel pa sta bila rezervna dirkača. 
Auto Union
Moštvo je še naprej razvijalo svoje dirkalnike Auto Union Typ D, motorju so dodali dvostopenjski kompresor. V drugem delu sezone je imel dirkalnik najboljšo lego na stezi od vseh moštev. V moštvu je ostal Tazio Nuvolari, ostali glavni dirkači so bili Hans Stuck, Rudolf Hasse in Hermann Paul Müller. Motociklistični dirkač Georg Meier je bil mladi dirkač, Ulrich Bigalke pa nadomestni dirkač. 
Alfa Romeo
Moštvo je naredilo manjše izboljšave na dirkalnikih Tipo 308, Tipo 312 in Tipo 316. Razvijali so tudi nov 16-cilindrični dirkalnik Tipo 162, ki pa zaradi vojne ni bil nikoli uporabljen na dirki. Giuseppe Farina je ostal edini dirkač v moštvu Alfa Corse, Raymond Sommer pa je na nekaj dirkah nastopil kot privatnik. 
Maserati
Moštvo se je popolnoma posvetilo dirkam tipa Voiturette, zato dirkalnik Maserati 8CTF ni bil deležen izboljšav. Moštvo se je udeležilo le dirke za Veliko nagrado Nemčije z Luigijem Villoresijem in Paulom Pietschem, kjer se je ponovno pokazalo, da je dirkalnik hiter, toda preveč krhek. Po dirki so dirkalnike prodali moštvu Ecurie Lucy O'Reilly Schell, en dirkalnik pa je kupil ameriški dirkač Wilbur Shaw, ki je z njim zmagal na dirki Indianapolis 500.
Delahaye
Moštvo Ecurie Lucy O'Reilly Schell je nastopali z dirkalniki Delahaye 145 in Delahaye 155 z dirkačema Renéjem Dreyfusom in Raphom, v drugem delu sezone pa so dirkalnike zamenjali z Maseratiji 8CTF.
Talbot
Moštvo je predstavilo nova 4,5 litrska dirkalnika MD 90 in MC 90, s katerima so dirkali Philippe Étancelin, René Le Bègue in René Carrière. 
Bugatti
Jean-Pierre Wimille je občasno nastopal z dirkalnikom T59/50B3, čeprav se je moštvo posvetilo predvsem dirkam športnih dirkalnikov.

### RazredVoiturette
Mercedes-Benz
Moštvo je odgovorilo na italijanske načrte o dirkah tipa Voiturette z 1,5 litrskimi V8 dirkalniki Mercedes-Benz W165, ko so jih začeli načrtovati novembra 1938, izdelan pa je bil aprila 1939. Kontrukcija dirkalnika se je opirala na dirkalnik Mercedes-Benz W154, prvi izdelan dirkalnik pa je bil preizkušen v Hockenheimu. Drugi drikalnik pa je bil izdeal na poti na dirki za Veliko nagrado Tripolija. Čeprav je moštvo nastopilo le na tej dirki, pa sta Hermann Lang in Rudolf Caracciola z dvojno zmago šokirala italijanska moštva. 
Alfa Romeo
Moštvo je še izboljšalo zanesljivost dirkalnikov Alfa Romeo 158. Alfa Corse je zadržala status najboljšega moštva razreda Voiturette. Na dirki za Veliko nagrado Švice je v dežju Giuseppe Farina vodil več krogov in z dirkalnikom 158 zadrževal za sabo nemške dirkalnike razreda Grand Prix. Poleg Farine so bili v moštvu še Clemente Biondetti, Francesco Severi in Carlo Pintacuda, v sezoni pa sta se smrtno ponesrečila Emilio Villoresi in Nando Aldrighetti. 
Maserati
Moštvo je izdelalo nov dirkalnik, 4-cilindrični Maserati 4CL, ki je bil predstavljen na dirki za Veliko nagrado Tripolija, ko je Luigi Villoresi nastopil z različico dirkalnika z aerodinamično šasijo. Ob njem so bili v moštvu še Carlo Felice Trossi, Giovanni Rocco in Franco Cortese, uspešen pa je bil tudi John Wakefield kot privatnik. Dirkalnike Maserati 4CM in Maserati 6CM pa sta uporabljali privatni moštvi Scuderia Ambrosiana in Scuderia Torin ter več privatnikov. 
ERA
Moštvo je aprila 1939 predstavilo nov dirkalnik ERA E. Po začetnih težavah, zaradi katerih je bil dirkalnik umaknjen z več dirk, je z njim debitiral Arthur Dobson. Raymond Mays je zapustil tovarniško moštvo in nastopal z dirkalnikom ERA D kot privatnik. Ostali vidnejši privatniki so bili Princ Bira, Earl Howe, Peter Whitehead, Bob Ansell, Con Pollock in Peter Aitken.

## Dirkači in moštva
| Konstruktor   | Moštvo                      | Šasija                     | Motor                                         | Glavni dirkači          | Nadomestni dirkači                        |
| ------------- | --------------------------- | -------------------------- | --------------------------------------------- | ----------------------- | ----------------------------------------- |
| Mercedes-Benz | Daimler-Benz AG             | W154                       | 3000 cm³ V12 superkompresorski                | Rudolf Caracciola       | Walter Bäumer Hans Hartmann Heinz Brendel |
| Mercedes-Benz | Daimler-Benz AG             | W154                       | 3000 cm³ V12 superkompresorski                | Manfred von Brauchitsch | Walter Bäumer Hans Hartmann Heinz Brendel |
| Mercedes-Benz | Daimler-Benz AG             | W154                       | 3000 cm³ V12 superkompresorski                | Hermann Lang            | Walter Bäumer Hans Hartmann Heinz Brendel |
| Mercedes-Benz | Daimler-Benz AG             | W154                       | 3000 cm³ V12 superkompresorski                | Richard Seaman          | Walter Bäumer Hans Hartmann Heinz Brendel |
| Auto Union    | Auto Union AG               | Typ D                      | 3000 cm³ V12 superkompresorski                | Tazio Nuvolari          | Ulrich Bigalke Georg Meier                |
| Auto Union    | Auto Union AG               | Typ D                      | 3000 cm³ V12 superkompresorski                | Hans Stuck              | Ulrich Bigalke Georg Meier                |
| Auto Union    | Auto Union AG               | Typ D                      | 3000 cm³ V12 superkompresorski                | Rudolf Hasse            | Ulrich Bigalke Georg Meier                |
| Auto Union    | Auto Union AG               | Typ D                      | 3000 cm³ V12 superkompresorski                | Hermann Paul Müller     | Ulrich Bigalke Georg Meier                |
| Alfa Romeo    | Alfa Corse                  | Tipo 308 Tipo 312 Tipo 316 | 3000 cm³ straight-8/V12/V16 superkompresorski | Giuseppe Farina         |                                           |
| Alfa Romeo    | Alfa Corse                  | Tipo 308 Tipo 312 Tipo 316 | 3000 cm³ straight-8/V12/V16 superkompresorski | Raymond Sommer          |                                           |
| Maserati      | Officine A. Maserati        | 8CTF                       | 3000 cm³ Straight-8 superkompresorski         | Luigi Villoresi         |                                           |
| Maserati      | Officine A. Maserati        | 8CTF                       | 3000 cm³ Straight-8 superkompresorski         | Paul Pietsch            |                                           |
| Delahaye      | Ecurie Lucy O'Reilly Schell | 145 155                    | 4500 cm³ V12 atmosferski                      | René Dreyfus            |                                           |
| Delahaye      | Ecurie Lucy O'Reilly Schell | 145 155                    | 4500 cm³ V12 atmosferski                      | Raph                    |                                           |
| Bugatti       | Automobiles E. Bugatti      | T59/50B3                   | 4500 cm³ V12 atmosferski                      | Jean-Pierre Wimille     |                                           |
| Talbot        | Talbot Darracq              | MD 90 MC 90                | 4500 cm³ V12 atmosferski                      | Philippe Étancelin      |                                           |
| Talbot        | Talbot Darracq              | MD 90 MC 90                | 4500 cm³ V12 atmosferski                      | René Le Bègue           |                                           |
| Talbot        | Talbot Darracq              | MD 90 MC 90                | 4500 cm³ V12 atmosferski                      | René Carrière           |                                           |

## Velike nagrade

### Prvenstvene dirke
| Št | Velika nagrada          | Dirkališče        | Datum      | Zmag. dirkač        | Zmag. moštvo  | Poročilo |
| -- | ----------------------- | ----------------- | ---------- | ------------------- | ------------- | -------- |
| 1  | Velika nagrada Belgije  | Spa-Francorchamps | 25. junij  | Hermann Lang        | Mercedes-Benz | Poročilo |
| 2  | Velika nagrada Francije | Reims-Gueux       | 9. julij   | Hermann Paul Müller | Auto Union    | Poročilo |
| 3  | Velika nagrada Nemčije  | Nürburgring       | 23. julij  | Rudolf Caracciola   | Mercedes-Benz | Poročilo |
| 4  | Velika nagrada Švice    | Bremgarten        | 20. avgust | Hermann Lang        | Mercedes-Benz | Poročilo |

### Pomembnejše neprvenstvene dirke
| Velika nagrada             | Dirkališče     | Datum        | Zmag. dirkač        | Zmag. moštvo  | Poročilo |
| -------------------------- | -------------- | ------------ | ------------------- | ------------- | -------- |
| Grand Prix de Pau          | Pau            | 2. april     | Hermann Lang        | Mercedes-Benz | Poročilo |
| Road Championship          | Brooklands     | 10. april    | Arthur Dobson       | ERA           | Poročilo |
| Velika nagrada Pariza      | Montlhéry      | 7. maj       | Jean-Pierre Wimille | Bugatti       | Poročilo |
| Eläintarhanajot            | Eläintarharata | 14. maj      | Adolf Westerblom    | Alfa Romeo    | Poročilo |
| Eifelrennen                | Nürburgring    | 21. maj      | Hermann Lang        | Mercedes-Benz | Poročilo |
| Velika nagrada Frontieresa | Chimay         | 28. maj      | Maurice Trintignant | Bugatti       | Poročilo |
| Velika nagrada Bukarešte   | Bukarešta      | 25. junij    | Hans Stuck          | Auto Union    | Poročilo |
| Velika nagrada Rempartsa   | Angouleme      | 30. julij    | Raymond Sommer      | Alfa Romeo    | Poročilo |
| Campbell Trophy            | Brooklands     | 7. avgust    | Raymond Mays        | ERA           | Poročilo |
| Velika nagrada Beograda    | Beograd        | 3. september | Tazio Nuvolari      | Auto Union    | Poročilo |
| Velika nagrada Gávee       | Gávea          | 29. oktober  | Manuel de Teffé     | Maserati      | Poročilo |

## Dirkaško prvenstvo
| Poz | Dirkač                  | BEL | FRA | NEM | ŠVI | Toč |
| --- | ----------------------- | --- | --- | --- | --- | --- |
| 1   | Hermann Paul Müller     | Ret | 1   | 2   | 4   | 12  |
| 2   | Hermann Lang            | 1   | Ret | Ret | 1   | 14  |
| 3   | Rudolf Caracciola       | Ret | Ret | 1   | 2   | 17  |
| 4   | Manfred von Brauchitsch | 3   | Ret | Ret | 3   | 19  |
| =   | Tazio Nuvolari          | Ret | Ret | Ret | 5   | 19  |
| 6   | Rudolf Hasse            | 2   |     | Ret | Ret | 20  |
| =   | René Dreyfus            |     | 7   | 4   | 8   | 20  |
| 8   | Georg Meier             | Ret | 2   | Ret |     | 22  |
| 9   | Raymond Sommer          | 4   | 5   | Ret |     | 23  |
| =   | Hans Stuck              |     | 6   | Ret | 10  | 23  |
| 11  | Robert Mazaud           | 5   |     | 6   |     | 24  |
| =   | George de Montbressieux |     | 9   | 5   |     | 24  |
| 13  | Giuseppe Farina         | Ret |     |     | 7   | 25  |
| 14  | Paul Pietsch            |     |     | 3   | Ret | 26  |
| 15  | René Le Bègue           |     | 3   |     |     | 27  |
| 16  | Louis Gérard            | 6   |     |     |     | 28  |
| =   | Philippe Étancelin      |     | 4   |     |     | 28  |
| =   | Luigi Chinetti          |     | 8   |     |     | 28  |
| =   | Leonhard Joa            |     |     | 7   |     | 28  |
| =   | Hans Hartmann           |     |     |     | 6   | 28  |
| =   | Clemente Biondetti      |     |     |     | 9   | 28  |
| =   | Kenneth Evans           |     |     |     | 11  | 28  |
| =   | John Wakefield          |     |     |     | 12  | 28  |
| =   | Robert Ansell           |     |     |     | 13  | 28  |
| 25  | Richard Seaman          | Ret |     |     |     | 29  |
| =   | Adolfo Mandirola        | Ret |     | DSQ |     | 29  |
| =   | Toulo de Graffenried    |     |     |     | Ret | 29  |
| 28  | Yves Matra              |     | Ret |     |     | 30  |
| =   | Luigi Villoresi         |     |     | Ret |     | 30  |
| 30  | Raymond Mays            |     | Ret |     |     | 31  |
| =   | Heinz Brendel           |     |     | Ret |     | 31  |
| =   | Giovanni Rocco          |     |     |     | Ret | 31  |
| Poz | Dirkač                  | BEL | FRA | NEM | ŠVI | Toč |

| Barva     | Rezultat                    | Točke |
| --------- | --------------------------- | ----- |
| Zlata     | Zmagovalec                  | 1     |
| Srebrna   | Drugi                       | 2     |
| Bronasta  | Tretji                      | 3     |
| Zelena    | Prevozil več kot 75% dirke  | 4     |
| Modra     | Prevozil med 50% in 75%     | 5     |
| Vijolična | Prevozil med 25% in 50%     | 6     |
| Rdeča     | Prevozil manj kot 25% dirke | 7     |
| Črna      | Diskvalificiran             | 8     |
| Prazna    | Ni dirkal (DNP)             | 8     |